# ارتشر ميلتون هانتينغتون
ارتشر ميلتون هانتينغتون (بالإنجليزية: Archer Milton Huntington)‏ هو رائد أعمال وكاتب وشاعر أمريكي، ولد في 10 مارس 1870 في نيويورك في الولايات المتحدة، وتوفي في 11 ديسمبر 1955 في بيثل في الولايات المتحدة.

## وصلات خارجية
- ارتشر ميلتون هانتينغتون على موقع الموسوعة البريطانية (الإنجليزية)